# J. Willard Marriott
 (mai 2018).
Si vous disposez d'ouvrages ou d'articles de référence ou si vous connaissez des sites web de qualité traitant du thème abordé ici, merci de compléter l'article en donnant les références utiles à sa vérifiabilité et en les liant à la section « Notes et références ».
John Willard Marriott, Sr (né le 17 septembre 1900 à Marriott Settlement, aujourd'hui Marriott-Slaterville dans l'Utah, et mort le 13 août 1985 à Wolfeboro dans le New Hampshire) est un entrepreneur et homme d'affaires américain. 
Il est le fondateur de la Marriott Corporation (qui est devenue Marriott International en 1993), la société mère de l'un des plus grands groupe hôtelier et de restauration, et de services de restauration d'entreprise. La société  Marriott a démarré par un petit stand de bière à Washington DC en 1927, devenant une chaîne de restaurants familiaux en 1932, à son premier motel en 1957. Au moment de sa mort, la société Marriott exploitait 1400 restaurants et 143 hôtels et resorts dans le monde entier, y compris deux parcs à thème, gagnait 4,5 milliards de dollars de revenus chaque année, employant 154 600 personnes. Les intérêts de la société s'étendaient même à une ligne de navires de croisière.
Il était le père de Bill Marriott né le 25 mars 1932, héritier et président de Marriott International, Bill Marriott à continuer a transformé Marriott pour en faire une société internationale du secteur de l’hôtellerie avec plus de 8 000 établissements dans plus de 139 pays.